# Jana Blomaert
Jana Blomaert is een personage uit de Vlaamse soap Thuis dat gespeeld werd door Joy Anna Thielemans van 15 februari 2012 tot 10 februari 2017.

## Fictieve biografie
Jana Blomaert leeft na de scheiding van haar moeder Ellen Blomaert en haar vader Tibo Timmermans bij haar moeder. Na een ongeval belandt ze in het ziekenhuis waar ze door haar vader Tibo verzorgd wordt. Haar moeder heeft een drukke internationale carrière waardoor Tibo, na akkoord van Franky Bomans Jana in huis neemt. Jana begint een stormachtige relatie met Bram Schepers om nadien een relatie te beginnen met Lowie Bomans. Maar dan blijkt ze dat ze zwanger is van Bram. Jana wil de baby afstaan voor adoptie, tot Bram zijn verantwoordelijkheid neemt en Jana en Bram komen weer samen. Ze verliezen evenwel hun ongeboren kind (Jack) na een koolstofmonoxidevergiftiging wanneer Jana doucht in een ruimte waar een defecte boiler geïnstalleerd staat, namaakmateriaal verkocht door Luc Bomans. 
De schuld wordt echter op Frank en Eddy gestoken, hoewel zij net hadden geprobeerd dit te voorkomen. Bram en Jana trekken kort in bij Luc, tot de waarheid aan het licht komt. Luc wordt gewond aangetroffen in zijn woning en er zijn verschillende verdachten. Uiteindelijk blijkt Lowie de dader te zijn. 
Bram wil naar Frankrijk om op een wijngaard te gaan werken. Jana besluit met hem mee te gaan en kijkt uit naar hun toekomst samen, maar Bram vertrekt stiekem alleen. Wanneer Jana hem achterna gaat, vertelt Bram haar dat ze geen toekomst heeft met hem in Frankrijk. Hij wil dat ze terug gaat om te studeren en stuurt haar naar huis. Niet lang hierna vertrekken haar vader en Franky naar de Verenigde Staten en trekt Jana in bij Frank Bomans en Simonne Backx. Onder meer de inwonende moeder Yvette De Schrijver bekommert zich om Jana. Jana Blomaert trekt zich op aan haar vrienden Lowie Bomans en boezemvriendin Olivia Hoefkens.  Even lijkt het er op dat ze terug een relatie begint met Lowie, maar wanneer ze afstand houdt, kiest Lowie voor Olivia. De spanning tussen haar en Lowie blijft evenwel bestaan. De drie gaan na het middelbaar samenwonen in het huis van Lowie.
Jana is duidelijk jaloers op hun relatie. Wanneer Olivia buist voor haar examens en haar verdriet verdrinkt met een fles Tequila, zorgen Jana en Lowie ervoor dat ze veilig haar roes kan uitslapen. Nadien belanden de twee echter samen in bed. Wanneer Olivia kort hierna enkele weken naar het buitenland gaat op reis met haar vader, slapen Jana en Lowie nog verschillende keren samen. Bij Olivia's thuiskomst biecht Lowie uit schuldgevoel alles op, maar geeft aan toch voor Olivia te kiezen. Olivia is razend op beiden. Ze vergeeft Lowie op voorwaarde dat Jana uit het huis wordt gezet. Uiteindelijk bekoelt de situatie en worden de twee terug vrienden en trekt Jana opnieuw bij hen in.
In 2016 ontmoet ze Bob Sleeckx wanneer hij haar examinator is tijdens haar rijexamen. Ze twijfelt niet en vergeet de relatie met Bram en Lowie en start een relatie met Bob. Ze krijgt een studentenjob bij psychiater Ruben. Wanneer Olivia close wordt met mede-student Arne, vermoedt Jana dat er iets niet pluis is. Arne blijkt een patiënt van Ruben te zijn en Jana snuistert in zijn dossier. Nadat Jana de waarheid vertelt over Arne aan Olivia, geeft Ruben dit door aan de universiteit en wordt ze geschorst wegens schending van het beroepsgeheim. Tijdens dezelfde periode verbreekt Bob de relatie omdat ze volgens hem niet goed genoeg bij elkaar passen. Hij blijft echter wel in het huis wonen. Jana heeft het gevoel dat al haar vrienden haar in de steek laten, zeker nadat Olivia goede vriendinnen wordt met Tamara. Hierna vertrekt Jana naar Boston om de trouw van haar papa bij te wonen, voor twee weken normaal gezien, maar tegen Simonne en Toon zegt ze dat ze langer zal wegblijven. En dus vertrekt ze definitief naar de Verenigde Staten. Een tijdje later krijgt Simonne een telefoontje van Jana dat ze definitief in Boston blijft en dus niet meer terugkeert.